# Zbór Kościoła Chrześcijan Dnia Sobotniego w Połczynie-Zdroju
Zbór Kościoła Chrześcijan Dnia Sobotniego w Połczynie-Zdroju – zbór chrześcijan dnia sobotniego w Połczynie-Zdroju, z siedzibą przy ul. Moniuszki 3. Zbór liczy ok. 20 osób.